# Bernd Wiesberger

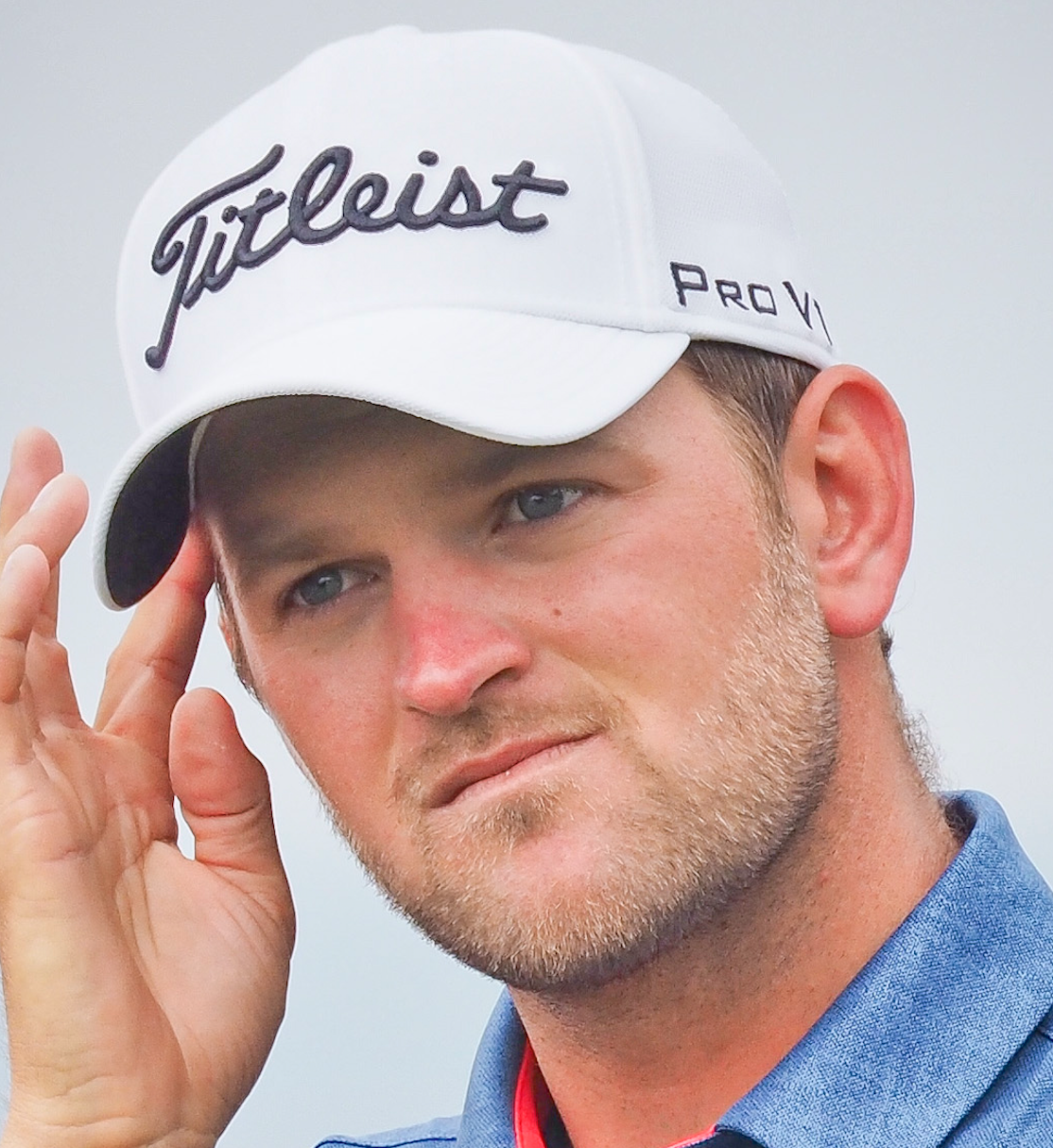
Bernd Wiesberger, 2016.

Bernd Klaus Wiesberger, född 8 oktober 1985 i Wien, är en österrikisk professionell golfspelare som spelar för Liv Golf och på PGA European Tour. Han har tidigare spelat bland annat på PGA Tour, Asian Tour och Challenge Tour.
Wiesberger har vunnit åtta European-vinster, två Asian-vinster och två Challenge-vinster. Hans bästa resultat i majortävlingar är en delad 15:e plats vid 2014 års PGA Championship och delad 16:e plats vid 2017 års US Open. Wiesberger kom också på delad tolfte plats vid 2017 års The Players Championship.
Han deltog också vid 2021 års Ryder Cup, det räckte dock inte till seger.